# Ġ (латиниця)
Ġ, ġ (G з крапкою) — літера розширеного латинського алфавіту, утворена з G із додаванням крапки над літерою.

## Використання

### Арабська
Ġ використовується в деяких схемах арабської транслітерації, де позначає літери غ (гайн).

### Вірменська
Ġ використовується в романізації класичної або східної вірменської мови для позначення літери Ղ (гат).

### Чеченська
Ġ в чеченському латинському алфавіті є аналогом кирилиці гІ.

### Аляскинсько-інуїтська
Ġ використовується в деяких діалектах Аляскинсько-інуїтської мови для позначення дзвінкого язичкового фрикативного /ʁ/.

### Ірландська
Ġ раніше використовувався в ірландській мові для представлення ленітованої форми G. Тепер використовується диграф gh.

### Мальтійська
Ġ — сьома літера мальтійського алфавіту, якій передує F і слідує G. Літера представляє звук [dʒ].

### Старочеська
Літера ⟨ġ⟩ іноді використовувалася в давньочеській мові.

### Українська
⟨Ġ⟩ використовується в деяких варіантах латинізації української мови, де позначає літеру Ґ.